# Josef Lippert (Unternehmer)
Josef Lippert (* 10. Februar 1861 in Saaz Böhmen; † 17. Mai 1936 in Prag) war ein österreichischer und tschechischer Industrieller, k. und k. Hoflieferant der im 19. Jahrhundert ein Feinkostunternehmen im damaligen Böhmen gründete.

## Geschichte

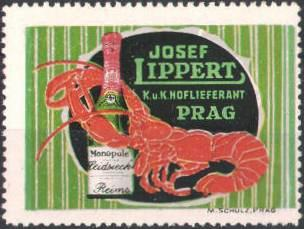
Alte Reklamemarke von Josef Lippert, mit Hummer der eine Heidsieck Sektflasche umschlingt

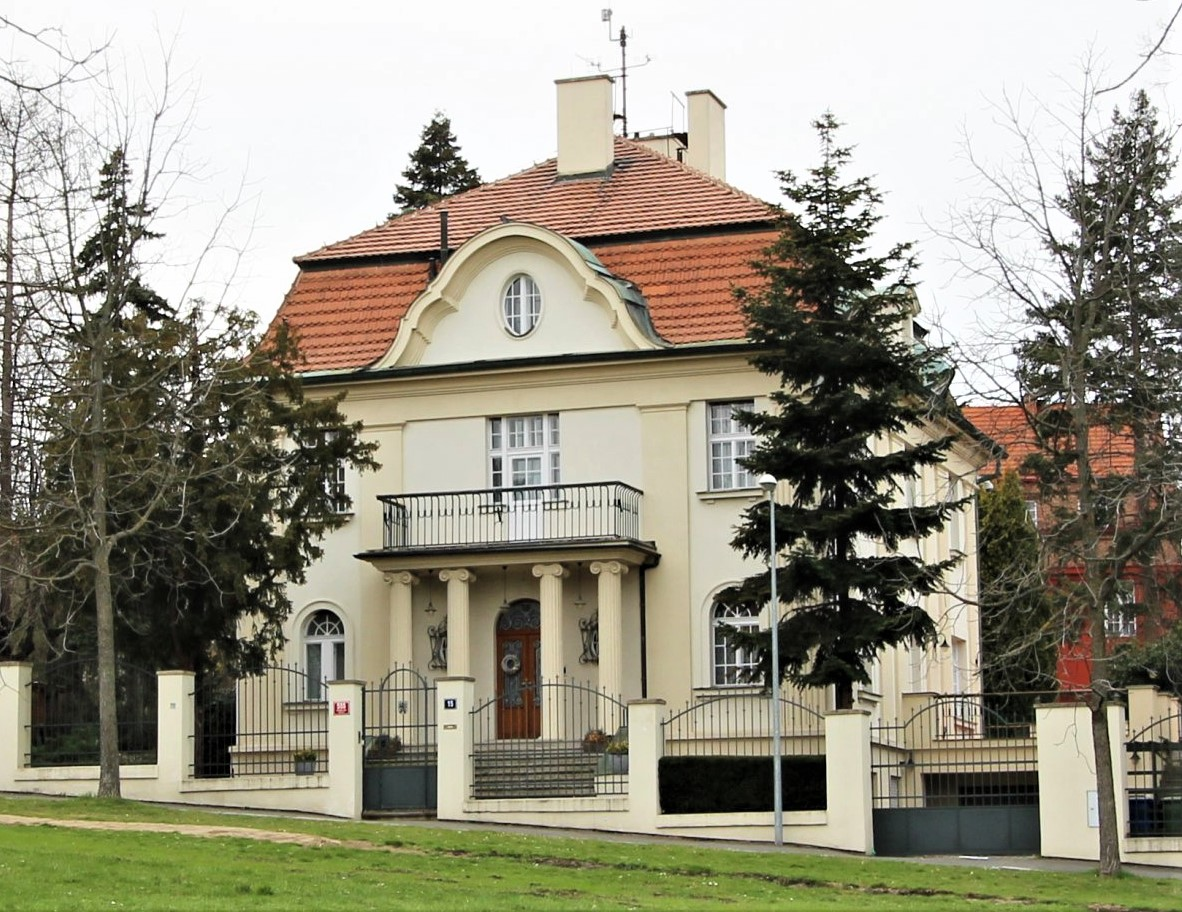
Villa Lippert in Prag-Střešovice, Slunná Nr. 555-15

Josef Lippert kam 1890 aus dem westböhmischen Saaz nach Prag und kaufte 1892 von Ferdinand Wandas ein prosperierendes Feinkostgeschäft im Haus Nr. 853/II „Zur Schwarzen Rose“ Am Graben (Na Příkopě) in Prag-Neustadt. An dieser Stelle befindet sich heute eine Einkaufspassage. Im Jahre 1893 heiratete er in der Kirche Maria vom Siege auf der Prager Kleinseite Emilie Frauzova aus Karlsbad.
Der Feinkostladen von Lippert wurde sehr erfolgreich und für die hohe Qualität der Produkte bekannt. Zu den Kunden gehörten nicht nur das gehobene Bürgertum, Schauspieler (z. B. Vlasta Burian), sondern auch der Adel und der kaiserliche Hof in Wien. Dafür erhielt Lippert ab 1900 den Titel eines k.u.k. Hoflieferanten verliehen.
Ab 1933 bewohnte die Familie Lippert eine Villa in Prag-Střešovice. Dort starb Josef Lippert im Alter von 75 Jahren. Er hatte zumindest eine Tochter und einen Sohn, der das Geschäft zunächst fortführte. Später wurde es geschlossen.
Unter den Bedingungen der Marktwirtschaft ab 1989 wurde der Name Lippert wiederbelebt. Die neu gegründete Lippert potraviny s.r.o. (Lippert Lebensmittel GmbH) knüpft an die alte Tradition an.